# Composto non stechiometrico
In chimica un composto non stechiometrico, spesso definito anche non daltonide (dal nome del chimico e fisico John Dalton) o berthollide (da Claude Louis Berthollet) è un composto chimico la cui composizione elementare non rispetta le normali leggi stechiometriche quali la legge delle proporzioni definite e quella delle proporzioni multiple, quindi la loro formula chimica non può essere rappresentata in termini di rapporti tra numeri naturali. 
Esistono molti solidi che contengono difetti casuali, che in ultima analisi provocano un "venir meno" di un certo elemento chimico. Siccome è necessario mantenere la neutralità elettrica, la carica dell'atomo mancante deve essere necessariamente compensata da un cambiamento della carica di un altro atomo del solido, cosa che può avvenire o tramite cambiamento del numero di ossidazione o rimpiazzando l'atomo mancante con un atomo di un elemento differente caratterizzato da differente carica. Ad esempio, sebbene l'ossido ferroso sia comunemente rappresentato utilizzando la formula FeO, in realtà vacanze cristallografiche possono ridurre il numero di atomi di ferro formando un composto che sarebbe descritto meglio dalla formula Fe0,95O. Per compensare le cariche degli ioni Fe2+ mancanti, alcuni atomi che costituiscono l'edificio cristallino sono ossidati a Fe3+. La composizione di un composto non stechiometrico può variare in modo continuo, tanto che la formula del precedente composto spesso viene scritta come Fe1-xO, dove x è un numero piccolo che indica la deviazione dalla formula teorica. Altro classico esempio è rappresentato dall'ossido di titanio TiO, con numero di atomi di titanio che può essere sia minore che maggiore a 1 in relazione alla pressione parziale dell'ossigeno utilizzato per l'ossidazione.
Le imperfezioni che originano i solidi non stechiometrici pur non influenzando sostanzialmente le proprietà chimiche dei composti in questione, sono però in grado di influenzare proprietà fisiche quali quelle elettriche, magnetiche, ottiche e meccaniche. Questi composti trovano sovente applicazione nel campo ceramico, metallurgico e dei semiconduttori. Per esempio, l'ossido YBa2Cu3O7−δ è il più famoso superconduttore ad alta temperatura. La temperatura critica di questo superconduttore dipende dall'esatto valore del contenuto in ossigeno. I solidi non stechiometrici sono anche comunemente sfruttati nel processo di drogaggio.